# お嬢様の夜ふかし
お嬢様の夜ふかし（おじょうさまのよふかし）は、1998年10月8日から1999年9月29日までTBSラジオ（当時の東京放送ラジオ部門）で放送されていた公開録音番組である。全51回放送。出演していたのは「BRAN-KO」と称するTBSテレビ（東京放送テレビ部門）の番組『王様のブランチ』のリポーターである。

## 概要
毎週木曜日の17:00から吉祥寺PARCO8階にあったWAVE吉祥寺店（2000年9月に閉店）内のサテライトスタジオ「Studio BEAT」で公開録音を行い、原則として次週深夜0時台に放送していた。祝日だった場合、1日に2回公開録音を行ったこともある。
1回に出演する「BRAN-KO」は2-3人だった。出演者がトークを展開する番組だった。

## 放送時間
- 1998年10月8日-1999年4月1日 - 毎週木曜日 深夜0:03-0:23
- 1999年4月7日-1999年9月29日 - 毎週水曜日 深夜0:00-0:30

## 出演者
- 阿部美穂子
- 雨宮朋絵
- 小林寛子（1999年6月末で卒業。現：SatomI）
- 坂井ひろみ
- 坂下千里子
- 田中恵理（現：たなかえり）
- 友田安紀
- はしのえみ
- 橋本愛

このほか、当時TBSアナウンサーだった安東弘樹も2度出演したことがある。